# Discografia di Enrico Ruggeri
La discografia di Enrico Ruggeri, cantautore rock italiano, è costituita da ventidue album in studio, sei raccolte e due album dal vivo. Vengono escluse le uscite che ha inciso come autore e cantante dei Decibel. 
Ognuna delle sei raccolte contiene almeno un brano inedito, e in certi casi, presenta vecchi pezzi incisi con un nuovo stile musicale. Unico invece il caso di un album pubblicato nuovamente con testi tradotti in un'altra lingua: si tratta di La gente con alma, versione spagnola dell'album Domani è un altro giorno.

## Album

### Album in studio
| 1981                                                                                              | Champagne Molotov - Etichetta: SIF / Ristampa: CGD - Formati: CD, LP | —  |
| 1983                                                                                              | Polvere - Etichetta: CGD - Formati: CD, LP                           | —  |
| 1984                                                                                              | Presente - Etichetta: CGD - Formati: CD, LP                          | —  |
| 1985                                                                                              | Tutto scorre - Etichetta: CGD - Formati: CD, LP                      | —  |
| 1986                                                                                              | Enrico VIII - Etichetta: CGD - Formati: CD, LP                       | 13 |
| 1988                                                                                              | La parola ai testimoni - Etichetta: CGD - Formati: CD, LP            | 6  |
| 1989                                                                                              | Contatti - Etichetta: CGD - Formati: CD, LP                          | 14 |
| 1990                                                                                              | Il falco e il gabbiano - Etichetta: CGD - Formati: CD, LP, MC        | 8  |
| 1991                                                                                              | Peter Pan - Etichetta: CGD - Formati: CD, LP, MC                     | 9  |
| 1994                                                                                              | Oggetti smarriti - Etichetta: CGD - Formati: CD, LP, MC              | 7  |
| 1996                                                                                              | Fango e stelle - Etichetta: CGD - Formati: CD, LP, MC                | 9  |
| 1997                                                                                              | Domani è un altro giorno - Etichetta: PDU - Formati: CD, LP, MC      | 10 |
| 1999                                                                                              | L'isola dei tesori - Etichetta: PDU - Formati: CD                    | 16 |
| 2000                                                                                              | L'uomo che vola - Etichetta: Sony Music - Formati: CD                | 15 |
| 2003                                                                                              | Gli occhi del musicista - Etichetta: Anyway/Sony - Formati: CD       | 7  |
| 2005                                                                                              | Amore e guerra - Etichetta: Anyway/Sony - Formati: CD                | 15 |
| 2007                                                                                              | Il regalo di Natale - Etichetta: Anyway/Universal - Formati: CD      | 63 |
| 2008                                                                                              | Rock Show - Etichetta: Anyway/Universal - Formati: CD                | 13 |
| 2010                                                                                              | La ruota - Etichetta: Universal Music - Formati: CD                  | 30 |
| 2013                                                                                              | Frankenstein - Etichetta: Anyway/Sony - Formati: CD                  | 10 |
| 2015                                                                                              | Pezzi di vita - Etichetta: Anyway/Sony - Formati: CD, LP             | 13 |
| 2016                                                                                              | Un viaggio incredibile - Etichetta: Anyway/Sony - Formati: CD, LP    | 22 |
| 2019                                                                                              | Alma - Etichetta: Anyway/Sony - Formati: CD, LP                      | 13 |
| 2022                                                                                              | La rivoluzione - Etichetta: Anyway Music - Formati: CD, LP           | 9  |
| 2025                                                                                              | La caverna di Platone - Etichetta: Anyway Music - Formati: CD, LP    | -- |
| Il simbolo "—" significa che non sono presenti fonti circa le posizioni in classifica dell'album. |                                                                      |    |

### Album dal vivo
| 1987                                                                                              | Vai Rrouge! - Etichetta: CGD - Formati: CD, LP           | 15 |
| 2001                                                                                              | La vie en rouge - Etichetta: Columbia/Sony - Formati: CD | —  |
| Il simbolo "—" significa che non sono presenti fonti circa le posizioni in classifica dell'album. |                                                          |    |

### Raccolte
| Anno | Album                                                                                 | Chart (IT) |
| ---- | ------------------------------------------------------------------------------------- | ---------- |
| 1993 | La giostra della memoria - Etichetta: CGD - Formati: CD, LP, MC                       | 5          |
| 2004 | Punk prima di te - Etichetta: Anyway/Sony - Formati: CD                               | 34         |
| 2006 | Cuore, muscoli e cervello - Etichetta: Anyway/Sony - Formati: CD                      | 29         |
| 2009 | All-in: L'ultima follia di Enrico Ruggeri - Etichetta: Anyway/Universal - Formati: CD | 31         |
| 2012 | Le canzoni ai testimoni - Etichetta: Universal Music - Formati: CD                    | 21         |
| 2014 | Frankenstein 2.0 - Etichetta: Anyway/Sony - Formati: CD                               | 62         |

### EP
| 1986                                                                                              | Difesa Francese - Etichetta: CGD - Formati: LP, CD (con Enrico VIII) | — |
| 2020                                                                                              | Una storia da cantare - Etichetta: Believe - Formati: LP, CD         | — |
| Il simbolo "—" significa che non sono presenti fonti circa le posizioni in classifica dell'album. |                                                                      |   |

### Altri album
| 1999                                                                                              | La gente con alma - Etichetta: PDU - Formati: CD | — |
| Il simbolo "—" significa che non sono presenti fonti circa le posizioni in classifica dell'album. |                                                  |   |

## Singoli

### Ufficiali
| 1981                                                                    | Senorita / Un amore isterico - Fingo di dormire                  | Champagne Molotov      |
| 1983                                                                    | Polvere / Non cercare il sole                                    | Polvere                |
| 1984                                                                    | Nuovo Swing/Vecchia Europa                                       | Presente               |
| 1985                                                                    | Poco più di niente/La prima sigaretta                            | Tutto scorre           |
| 1985                                                                    | Confusi in un playback/Con la memoria (con Mimmo Locasciulli)    | —                      |
| 1986                                                                    | Rien ne va plus / La partecipazione                              | Difesa Francese        |
| 1987                                                                    | Si può dare di più / La canzone della verità                     | —                      |
| 1988                                                                    | Giorni randagi / Cuba (Live in Canada)                           | La parola ai testimoni |
| 1990                                                                    | Ti avrò / Il volo del falco e del gabbiano                       | Il falco e il gabbiano |
| 1990                                                                    | Notte di stelle / Punk (prima di te)                             | Il falco e il gabbiano |
| 1991                                                                    | Peter Pan / Il volo di Peter Pan                                 | Peter Pan              |
| 1992                                                                    | Prima del temporale / Prima del temporale (Versione alternativa) | Peter Pan              |
| 1992                                                                    | Trans / La band                                                  | Peter Pan              |
| 1993                                                                    | Sole d'Europa / Bianca balena                                    | —                      |
| Il simbolo "—" indica che il singolo non ha alcun album di provenienza. |                                                                  |                        |

### Digitale / Promo
| Anno | Titolo                                      | Album di provenienza                       |
| ---- | ------------------------------------------- | ------------------------------------------ |
| 1993 | Mistero                                     | La giostra della memoria                   |
| 1994 | Non piango più                              | Oggetti smarriti                           |
| 1994 | L'orizzonte (di una donna sola)             | Oggetti smarriti                           |
| 1996 | L'amore è un attimo                         | Fango e stelle                             |
| 1996 | Il momento della verità                     | Fango e stelle                             |
| 1997 | Neve al sole                                | Domani è un altro giorno                   |
| 1997 | La gente di cuore (con Marco Masini)        | Domani è un altro giorno                   |
| 1998 | Il mercato dell'usato                       | Domani è un altro giorno                   |
| 1998 | I dubbi dell'amore                          | L'isola dei tesori                         |
| 1998 | Anyway                                      | L'isola dei tesori                         |
| 1999 | Anna e il freddo che ha (con Andrea Mirò)   | L'isola dei tesori                         |
| 2000 | Gimondi e il cannibale                      | L'uomo che vola                            |
| 2000 | Niño no                                     | L'uomo che vola                            |
| 2000 | Le ragazze di 40 anni                       | L'uomo che vola                            |
| 2001 | La vie en rouge                             | La vie en rouge                            |
| 2001 | Quante vite avrei voluto                    | La vie en rouge                            |
| 2002 | Primavera a Sarajevo                        | Gli occhi del musicista                    |
| 2002 | I Naviganti                                 | Gli occhi del musicista                    |
| 2003 | Nessuno tocchi Caino                        | Gli occhi del musicista                    |
| 2003 | A un passo dalle nuvole                     | Gli occhi del musicista                    |
| 2003 | Morirò d'amore                              | Gli occhi del musicista                    |
| 2004 | Indigestione Disko                          | Punk prima di te                           |
| 2005 | L'americano medio                           | Amore e guerra                             |
| 2005 | Perduto amore                               | Amore e guerra                             |
| 2006 | Eroi solitari                               | Amore e guerra                             |
| 2006 | Fiore della strada                          | Cuore, muscoli e cervello                  |
| 2008 | Rock Show                                   | Rock Show                                  |
| 2008 | Sulla strada                                | Rock Show                                  |
| 2008 | Cuore segreto                               | Rock Show                                  |
| 2009 | Incontri (Dimmi quand'è)                    | All in - L'ultima follia di Enrico Ruggeri |
| 2010 | La notte delle fate                         | La ruota                                   |
| 2010 | Vivi                                        | La ruota                                   |
| 2012 | Tenax (con i Serpenti)                      | Le canzoni ai testimoni                    |
| 2012 | Quello che le donne non dicono (con L'Aura) | Le canzoni ai testimoni                    |
| 2012 | Pernod (con Dente)                          | Le canzoni ai testimoni                    |
| 2013 | Diverso dagli altri                         | Frankenstein                               |
| 2013 | Il capitano                                 | Frankenstein                               |
| 2014 | L'onda                                      | Frankenstein 2.0                           |
| 2014 | In un paese normale                         | Frankenstein 2.0                           |
| 2015 | Tre Signori                                 | Pezzi di vita                              |
| 2015 | Centri Commerciali                          | Pezzi di vita                              |
| 2016 | Il primo amore non si scorda mai            | Un viaggio incredibile                     |
| 2025 | Il cielo di Milano                          | La caverna di Platone                      |

## Videografia

### Album video
- Enrico VIII Tour (VHS, 1987)
- Il falco e il gabbiano Tour (VHS, 1990)
- La giostra della memoria (VHS,1993)
- Oggetti Smarriti (VHS, 1995)
- Ulisse (DVD, 2004)
- Amore e guerra (CD + DVD, 2005)

### Video musicali
- 1990 - Ti avrò
- 1990 - Notte di stelle
- 1991 - Peter Pan
- 1991 - Prima del temporale
- 1991 - Trans
- 1993 - Mistero
- 1996 - Il momento della verità
- 1997 - Neve al sole
- 2000 - Gimondi e il cannibale
- 2002 - Primavera a Sarajevo
- 2003 - Nessuno tocchi Caino, regia di Oliviero Toscani
- 2003 - Morirò d'amore
- 2005 - Perduto amore
- 2008 - Rock Show / Sulla strada
- 2010 - La notte delle fate
- 2010 - Vivi
- 2012 - Tenax
- 2012 - Quello che le donne non dicono
- 2012 - Polvere
- 2013 - Diverso dagli altri con Ale e Franz, regia di Emanuele Ruggiero
- 2013 - Il Capitano, regia di Emanuele Ruggiero
- 2014 - L'onda, regia di Andrea Sanna
- 2014 - In un paese normale con Ale e Franz, regia di Moreno Pirovano
- 2015 - Tre Signori, regia di Moreno Pirovano
- 2015 - Centri commerciali
- 2016 - Il primo amore non si scorda mai, regia di Moreno Pirovano
- 2016 - Il volo su Vienna